# Zuera
Zuera è un comune spagnolo di 7 742 abitanti situato nella comunità autonoma dell'Aragona. Nelle sue immediate vicinanze sorgeva la borgata romana di Gallicum, sulla strada che congiungeva Cesarugusta alla Gallia sudoccidentale.

## Storia

### Simboli
colombella d'argento, sostenente nel becco un breve dello stesso, con l'iscrizione ZUFARIA in lettere maiuscole di nero. Lo scudo è timbrato dalla corona spagnola aperta.»

## Amministrazione

### Gemellaggi
- Trescore Balneario,  Italia
- Ramonville-Saint-Agne,  Francia